# El Porvenir (cargadero)

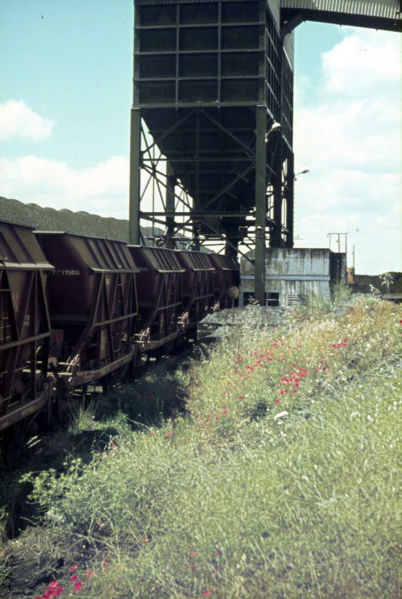
Vista de las instalaciones de El Porvenir en plena actividad, con un tren de tolvas bajo el cargadero de mineral, en abril de 1979.

El Porvenir fue un complejo ferroviario y cargadero de mineral situado en el municipio español de Fuente Obejuna, en la provincia de Córdoba, región de Andalucía. Las instalaciones, que estuvieron operativas entre 1967 y 2005, formaban parte de la línea Córdoba-Almorchón de ancho ibérico.

## Historia
En la década de 1960, ante el marcado declive de las actividades de la Sociedad Minera y Metalúrgica de Peñarroya (SMMP), se creó la Empresa Nacional Carbonífera del Sur para explotar las minas de la cuenca carbonífera de Peñarroya-Belmez-Espiel. Más conocida como ENCASUR, en 1967 esta levantó en la zona de El Porvenir de la Industria un complejo ferroviario que incluía un apartadero, una estación de carga y pesaje de vagones ―con una capacidad de 800 toneladas― y un lavadero de mineral. Las instalaciones, situadas a varios kilómetros al norte de la estación de Peñarroya-Pueblonuevo, estaban conectadas con la línea Córdoba-Almorchón a través de sendos ramales. Las instalaciones de El Porvenir estuvieron en servicio hasta 2005, siendo desmanteladas en 2014.